# Rathaus (Lenggries)

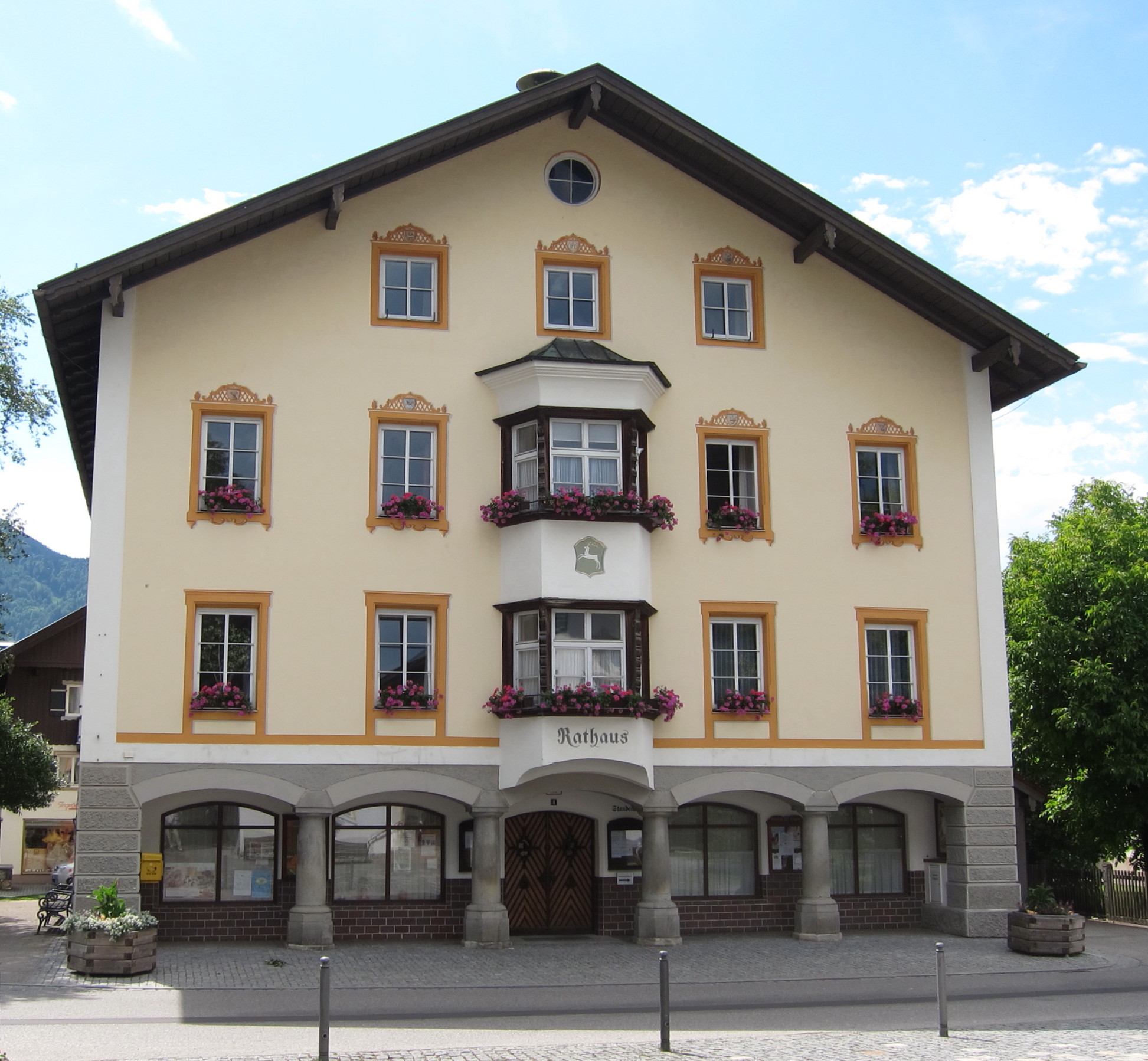
Rathaus in Lenggries

Das Rathaus in Lenggries, einer Gemeinde im oberbayerischen Landkreis Bad Tölz-Wolfratshausen, wurde im Kern 1881 errichtet. Das Rathaus am Rathausplatz 1 ist ein geschütztes Baudenkmal. 
Der dreigeschossige putzgegliederte Flachsatteldachbau in Ecklage mit erdgeschossigem Laubengang hat einen mittigen viereckigen Erker, der sich über zwei Geschosse erstreckt. 